# Mount Scott Conservation Park
Mount Scott Conservation Park è un'area protetta che si trova nello stato australiano del South Australia situata nella località protetta di Blackford a circa 23 chilometri (14 mi) ad est di Kingston SE nella regione della Limestone Coast dello stato.
L'area protetta si trova sui resti di un sistema di dune costiere che corrono parallele all'attuale costa continentale da nord-ovest a sud-est e che hanno un'altezza massima non superiore a 30 metri (98 ft) . Il corso dell'ormai inesistente ruscello, Reedy Creek, è molto vicino al confine sud-occidentale del Parco mentre il West Avenue Range confina con il suo lato orientale. I pendii delle dune restanti sono costituiti da suoli di "argille sabbiose profonde con affioramenti di calcare sulle cime delle creste" mentre le aree pianeggianti hanno "suoli argillosi" che sono "soggetti a inondazioni e diventano impregnati d'acqua durante i periodi umidi". L'area protetta è accessibile dall'angolo nord-ovest attraverso Mount Scott Road. Un sentiero di 5 metri (16 ft) di larghezza è stato costruito al suo confine allo scopo di "accesso di gestione". Il suo nome deriva da una collina vicina conosciuta come Mount Scott.
L'area protetta è stata istituita ai sensi del National Parks and Wildlife Act 1972 il 9 novembre 1972 in relazione ai terreni nella sezione 71 nell'unità catastale dei Cento di Murrabinna . A partire dal 2012, l'accesso al parco di conservazione ai fini dell'esplorazione petrolifera ai sensi del Petroleum and Geothermal Energy Act 2000 non è stato più consentito.
A partire dal 1994, è stato segnalato che l'area protetta supporta una "varietà di tipi di vegetazione" e alcune "specie notevoli" di fauna:
1. Il lato sud-occidentale è costituito da pianure "dominate" da gengive rosse di fiume, mentre il centro dell'area protetta, dove esiste una cresta calcarea centrale, sosteneva un bosco di gomma blu del Sud Australia e gomma rosa .
2. Il versante orientale, dove il terreno era “più sabbioso”, era dominato dalla vegetazione del mallee mentre nei terreni calcarei delle zone pianeggianti sono stati rinvenuti popolamenti di palude di carta-corteccia del Sud Australia e "mallee miele-mirto (M. neglecta)".
3. Tra le specie faunistiche osservate troviamo il vombato comune,il malleefowl,il wallaby dal collo rosso,il topo setoso e il canguro grigio occidentale.

A partire dal 1994, l'utilizzo di visitatori è stato segnalato come "basso" e consisteva in "escursionisti, campeggiatori o naturalisti sul campo". Le strutture per i visitatori nel 1994 consistevano in "un'area picnic e campeggio" situata nell'angolo nord-est dell'area protetta vicino al suo punto di ingresso.
Il parco di conservazione è classificato come area protetta IUCN di categoria Ia.